# Конструкторське бюро «Південне»
Державне підприємство «Конструкторське бюро „Південне“ ім. М. К. Янгеля» — стратегічно важливе та головне підприємство космічної галузі України, яке забезпечує реалізацію повного циклу створення та експлуатації ракетно-космічної техніки (РКТ) і займає одне з провідних місць на світовому космічному ринку. Підприємство також розробляє бойові ракетні комплекси та ракетно-космічні системи. Розташоване в м. Дніпро.
У створенні техніки КБ працює спільно з Південним машинобудівним заводом та іншими суміжними підприємствами.

## Історія
КБ «Південне» було створено в 1954 році на базі конструкторського відділу Південного машинобудівного заводу з метою створення для Збройних Сил СРСР стратегічних ракетних комплексів з балістичними ракетами на висококиплячих компонентах ракетного палива. Воно діяло на чолі кооперації з організацій-розроблювачів ракетних систем і елементів ракетних комплексів. Головним підприємством-виробником створених КБ «Південне» ракет став Південний машинобудівний завод.

### Перше покоління бойових ракет
Робота над першим поколінням ракет була найскладнішою і найвідповідальнішою. Молоде конструкторське бюро створювало проекти ракет, що не мали аналогів у світі, це був прорив у ракетній техніці, який зробив СРСР конкурентоспроможним у наростаючій «холодній війні».
У 1953 році Головний НДІ галузі (НДІ-88) направляє Головному конструктору конструкторського відділу заводу № 586 у Дніпропетровську В. С. Буднику матеріали НДР щодо ракети на висококиплячих компонентах палива. За оцінками НДІ-88 така ракета з головною частиною, спорядженою вибуховою речовиною на основі тротилу, могла мати дальність польоту, аналогічну ракеті Р-5. Ці матеріали були використані під час розроблення початкового ескізного проекту прототипу ракети Р-12.
Для реалізації проекту на базі конструкторського відділу заводу № 586 у 1954 р. було створено Особливе конструкторське бюро (ОКБ-586). Головним конструктором ОКБ-586 було призначено М. К. Янгеля, який і очолив подальше розроблення ракети Р-12. Роботи велися інтенсивно, були залучені всі підрозділи КБ, завод і наукові інститути. 22 червня 1957 р. було проведено перший успішний пуск ракети за програмою льотно-конструкторських випробувань.
Успіх першої розробки ОКБ-586 — ракета Р-12, підтвердив правильність обраного напрямку робіт.
Розпочалася розробка ракети Р-14 з дальністю вдвічі більшою, ніж у ракети Р-12. Особливістю ракети було застосування нового палива НДМГ. Важливою якістю нової паливної пари було самозаймання компонентів. На ракеті Р-14 було вперше застосовано гіростабілізовану платформу для автономної інерціальної системи керування, що дозволила знизити інструментальні помилки системи керування й забезпечити більш високу точність стрільби. У червні 1960 р. було здійснено перший пуск за програмою льотно-конструкторських випробувань.
У серпні 1957 р. у СРСР відбувся перший у світі успішний пуск міжконтинентальної балістичної ракети. Це була міжконтинентальна балістична ракета (МБР) Р-7 розробки ОКБ-1 С. П. Корольова на паливних компонентах гас і рідкий кисень. Проте це не зменшило інтересу до робіт ОКБ-586, якому було доручено розробити проект МБР на висококиплячих компонентах палива тривалого зберігання. Такою ракетою стала Р-16.
Проект було розроблено у рекордні терміни. 24 жовтня 1960 р. проводилася підготовка до першого пуску ракети Р-16 за програмою льотно-конструкторських випробувань, яка завершилась катастрофою (у результаті схемної помилки в системі керування відбувся несанкціонований запуск двигунів II ступеня, що призвів до вибуху ракети на старті).
Були вжиті всі заходи щодо усунення недоліків. У лютому 1961 р. відбувся перший успішний пуск ракети Р-16. Надалі її, як і всі ракети першого покоління, було прийнято на озброєння.
Ракети першого покоління довели, що орієнтація на розроблення ракет на висококиплячих компонентах палива була правильною. Радянська армія одержала на озброєння три типи ракетних комплексів.

### Друге покоління бойових ракет
Відпрацювання перших ракет ОКБ-586 показало можливість їх якісного вдосконалення. Тому ОКБ-586 наприкінці 50-х років вело роботи з модернізації всіх типів ракет першого покоління. Головною новою якістю в них стало ампулізоване виконання паливних ємностей і можливість перебування в заправленому стані до семи років.
У США створювали міжконтинентальну балістичну ракету «Титан-2» шахтного базування на висококиплячому паливі, здатну нести заряд великої потужності. На озброєнні радянської армії не було техніки подібної потужності, тому всі ракетні конструкторські бюро розпочали пророблення потужних ракет важкого й понад важкого класів.
ОКБ-586 було запропоновано проект ракети середнього класу, реалізований у комплексі Р-36 у балістичному й орбітальному варіантах ракет.
Однією із серйозних проблем, що виникла під час розроблення і відпрацювання ракети 8К67, було забезпечення високого ступеня герметичності паливної системи з метою виконання вимоги щодо семирічного зберігання в заправленому стані. Проблему було усунуто за допомогою ряду оригінальних конструктивних і технологічних рішень. Перший пуск ракети був здійснено 28 вересня 1963 р.
Паралельно велися роботи з розроблення ракети 8К69. Орбітальна ракета має унікальну властивість: оскільки дальність стрільби в неї не обмежена, вона може доставити до цілі бойовий заряд із двох напрямків: із фронту і з тилу. Така особливість ракети змушує ймовірного супротивника створювати протиракетну оборону на кордонах держави, що обороняється, із двох напрямків. Технічно ця властивість забезпечується специфічною схемою польоту орбітальної ракети за настильними траєкторіями, у тому числі за траєкторією штучного супутника Землі.
У грудні 1965 року були проведені перші пуски ракети за програмою льотно-конструкторських випробувань.
У серпні 1968 року було запущено ракету 8К67П — модифікацію міжконтинентальної балістичної ракети 8К67, характерною ознакою якої було оснащення її головною частиною, що розділяється, у складі 3-х бойових блоків. При цьому конструкція нової ракети дозволяла використовувати її в ракетному комплексі Р-36.
Розроблювачі другого покоління ракет ішли шляхом розвитку й удосконалення попередніх розробок: основні характеристики ракет були покращені в кілька разів.

### Третє покоління бойових ракет
Наприкінці 60-х початку 70-х років відбувся якісний стрибок у створенні стратегічних ракетних комплексів. Зусиллями багатьох НДІ й КБ різних галузей промисловості були розроблені мініатюрні пристрої цифрової обчислювальної техніки, високоточні командні прилади систем керування і прицілювання, ядерні заряди з високими питомими характеристиками, більш досконалі рушійні установки, нові схеми зміцнення пускових установок, виконано великий обсяг теоретичних і експериментальних робіт у ракетодинаміці. Усе це стало основою для створення міжконтинентальних балістичних ракет третього покоління.
Перед розроблювачами було поставлено ряд завдань щодо збільшення бойової ефективності ракет:
- Підвищення ймовірності виживання ракетних комплексів у будь-яких умовах.
- Підвищення ймовірності ураження захищених об'єктів на території ймовірних супротивників.
- Збільшення періоду перебування ракетних комплексів у режимі автономії як у період загрози, так і після нанесення по них невражаючого удару.
- Скорочення часу поставлення ракети на бойове чергування, максимальна автоматизація процесів підготовки ракети до старту.
- Збільшення гарантійного строку експлуатації й міжрегламентного періоду експлуатації ракетного комплексу.

Однієї з особливостей третього покоління ракетної техніки стало застосування мінометного старту із транспортно-пускового контейнера. Ідею використання транспортно-пускового контейнера і мінометного старту довгий час виношували інженери КБ «Південне», таке конструкторське рішення вирішувало безліч проблем, пов'язаних з підготовкою ракети до пуску, і зокрема дозволило:
- Виключити необхідність в оголовку пускової установки завдяки розміщенню устаткування на транспортно-пусковому контейнері.
- Забезпечити повне використання обсягу пускової установки.
- Зменшити обсяг робіт персоналу на пусковій установці у зв'язку з перенесенням керування в командний пункт.
- Суттєво спростити конструкцію й зменшити внутрішній діаметр пускової установки за рахунок вилучення із шахти газовідвідних пристроїв.
- Збільшити стійкість пускової установки до вражаючих факторів ядерного вибуху.
- Поліпшити технічні показники також дозволило застосування цифрового обчислювального комплексу на базі бортової цифрової обчислювальної машини.

Таким чином, були створені ракетні комплекси Р-36М і Р-36М УТТХ із ракетами 15А14 і 15А18, оснащеними головними частинами, що розділяються, з 10 бойовими блоками, і МР-УР100 і МР-УР100 УТТХ із ракетами 15А15 і 15А16, оснащеними головними частинами, що розділяються, з 4 бойовими блоками.
У третьому поколінні ракет розробки КБ «Південне» втілені всі можливості науки й техніки того часу. Одним з досягнень стала успішна реалізація мінометного старту, що значно підвищило захищеність ракет.

### Четверте покоління бойових ракет
Ракетні комплекси четвертого покоління створювалися як основа стратегічних ядерних сил для підтримки воєнно-стратегічного паритету на період 1990—2000 років і як базові для створення заходів протидії багатоешелонованій системі ПРО, що пропагувалася, з елементами космічного базування.
У створенні цих комплексів рівноправне становище займали як роботи з подальшого вдосконалювання ТТХ рідинних МБР, так і успішне завершення циклів багаторічних пошукових, експериментальних і дослідно-конструкторських розробок з твердопаливних МБР, що не поступаються за своїми характеристиками кращим світовим зразкам.
Основне завдання полягало в забезпеченні невразливості під час протистояння ракетам, що мають виключно високу точність стрільби. Це зумовило появу нових для вітчизняної практики напрямків:
- створення ракет, здатних стартувати безпосередньо в умовах впливу ядерного удару по позиційному району;
- створення твердопаливних ракет мобільного базування, живучість яких досягалася б за рахунок рухливості й невизначеності місцезнаходження.

Обидва ці напрямки були реалізовані в розроблених КБ «Південне» ракетних комплексах Р-36М2 і РТ-23 УТТХ і ракетах 15А18М, 15Ж60, 15Ж61.
Ракетний комплекс Р-36М2 з багатоцільовою міжконтинентальною ракетою важкого класу 15А18М було призначено для ураження всіх видів цілей, захищених сучасними засобами ПРО, у будь-яких умовах бойового застосування, у тому числі багаторазовому ядерному впливі по позиційному району.
За результатами проектно-конструкторських і експериментальних робіт у комбінації з можливостями промисловості, що зросли, в частині виробництва надійної й стійкої елементної бази, високоенергетичних сумішевих твердих палив, конструкційних, ерозійностійких і теплозахисних матеріалів було створено ракетний комплекс РТ-23 УТТХ (15ПО60) та бойовий залізничний ракетний комплекс РТ-23 УТТХ (15П961), що не має аналогів у світовому ракетобудуванні.
З розпадом СРСР роботи зі створення ракетних комплексів стратегічного призначення були припинені.

## Діяльність
Державне підприємство «Конструкторське бюро „Південне“ ім. М. К. Янгеля» є одним з найвідоміших і визнаних у світі науково-конструкторських підприємств з розроблення ракетно-космічної техніки.  Цей авторитет базується на унікальному досвіді у створенні ракетно-космічної техніки, набутому за більше ніж 60 років існування підприємства, і підкріплюється вмінням розвиватися у сучасних економічних і політичних реаліях, гнучко реагуючи на потреби світового космічного ринку.
Зусиллями колективу КБ «Південне» і організацій-партнерів було створено дев'ять типів космічних ракет-носіїв, з використанням яких здійснено близько 500 запусків і виведено на орбіти більше 1 100 космічних апаратів.
В активі КБ «Південне» велика кількість успішних розробок космічних транспортних систем, багато з яких стали досягненнями  світового рівня. До них можна віднести, наприклад, створення екологічно чистого ракетно-космічного комплексу «Зеніт», який характеризується високою надійністю, повною автоматизацією підготовки та пуску ракети-носія, високою точністю виведення космічних апаратів на орбіти.
У цей час усе більшу роль в реалізації ракетно-космічних проектів відіграє міжнародне співробітництво. Так КБ «Південне» бере участь в експлуатації американської ракети-носія середнього класу «Антарес» для доставки вантажів на Міжнародну космічну станцію і створенні ракети-носія «Циклон-4М» , призначеної для запусків космічних апаратів з території Канади.
На базі відпрацьованих технологій ракет-носіїв сімейства «Зеніт» і «Циклон» колектив КБ «Південне» створює нове перспективне сімейство ракет-носіїв «Маяк».
Прикладом нетрадиційного використання власних розробок може бути проект «Днепр» — переоснащення міжконтинентальних балістичних ракет РС-20, спроектованих і виготовлених в Україні ще за радянських часів, у ракети космічного призначення для запуску комерційних супутників.
Більше 50 років КБП розробляє, забезпечує виготовлення та запуск космічних апаратів різного призначення. За ці роки було розроблено більше 400 космічних апаратів 70 різних типів. Так, враховуючи особливу актуальність спостереження Землі з космосу, було розроблено ряд супутників дистанційного зондування Землі — «Січ-1», «Січ-2», Egyptsat-1, в кооперації з суміжниками було розроблено космічні системи, серед яких наземні комплекси керування, приймання й оброблення даних.
КБ «Південне» має багаторічний досвід успішних розробок і ряд високонадійних двигунів з високими енергомасовими характеристиками, високим рівнем надійності та широким діапазоном функціональних можливостей. Завдяки цьому підприємство може запропонувати розроблення високоефективних двигунів за мінімальних витрат фінансів і часу. Прикладом може бути успішна участь КБ «Південне» в програмі зі створення європейської ракети-носія «Вега», для якої розробили та постачають маршовий двигун IV ступеня.
Велику увагу приділено питанням організації та розвитку дослідного виробництва й експериментальної бази підприємства. У виробництві сучасної ракетно-космічної техніки починають застосовувати адитивні технології, за допомогою яких можна виготовити складні деталі ракет-носіїв і космічних апаратів, у тому числі й компоненти двигунів. Також КБ «Південне» здійснює повномасштабне наземне експериментальне відпрацювання виробів ракетно-космічної техніки, їх систем, агрегатів і вузлів в умовах, максимально наближених до реальних умов експлуатації.
Істотною перевагою КБ «Південне» є сформована протягом десятиріч найсильніша школа інженерних і конструкторських кадрів і традиції наступності в їх підготовці. Налагоджено взаємодію з провідними аерокосмічними вузами України, Національною академією наук України, особливу увагу приділено добору молодих спеціалістів і їх найактивнішому залученню до робочого процесу. Політика максимального сприяння науково-дослідній і винахідницькій діяльності, а також соціальної підтримки молодих спеціалістів, що діє на підприємстві, сприяє розкриттю їх творчого потенціалу, мотивує на активну участь у перспективних розробках. За станом на початок 2018 року кількість працівників підприємства становила більше 5000 осіб.
Космічна галузь — один з пріоритетних напрямів розвитку світової науки. Науково-технічний потенціал підприємства дозволяє вирішувати найрізноманітніші завдання у цій сфері, пропонувати нові продукти й послуги, брати участь у національних і міжнародних проектах будь-якого рівня складності. А успішна діяльність КБ «Південне» як провідного проектно-конструкторського підприємства ракетно-космічної галузі сприяє підвищенню науково-технічного потенціалу країни й зміцненню авторитету України на міжнародній арені.
У 2018 році у КБ відкритий обчислювальний центр з високопродуктивним суперкомп'ютером. Створюється власний комплекс сучасного високотехнологічного обладнання. Придбано та запущено 5-координатний намотувальний верстат з робочим діаметром до 1 м і довжиною до 6 м, високоточний 5-осьовий обробний центр, просочувальна машина для виготовлення напівфабрикатів (препрегів) з різних армуючих наповнювачів, 3D-принтер для виготовлення великогабаритних деталей з ПКМ, фарбувально-сушильна камера і прес-камера на 40 атмосфер, також модернізовано випробувальне обладнання для визначення міцності, мобільні координатно-вимірювальні машини та ін. Цей комплекс має забезпечити повний цикл виробництва сучасних виробів РКТ з полімерних композитів починаючи з підготовки матеріалів і завершуючи отриманням готових деталей і конструкцій.
Створено якісно нову виробничу ділянку виготовлення корпусних деталей з металевих матеріалів. Її основне обладнання — шестироликова машина ротаційного розкочування, напівавтоматичний стрічкопильний верстат та вакуумна піч.
Введено в експлуатацію новий багатофункціональний випробувальний центр (БФЦ) — найсучасніший випробувальний комплекс в Україні із високотехнологічним устаткуванням, де в режимі реального часу проводяться випробування і відпрацювання взаємодії різних систем авіоніки та приладів ракетно-космічної техніки.
У 2019 році у КБ введено в експлуатацію імпульсну аеродинамічну трубу, яка поруч з обчислювальний центр з високопродуктивним суперкомп'ютером дає можливість говорити про сформування у КБ «Південне» власного розрахунково-експериментального комплексу повного циклу для науково-дослідних і проектних робіт в області аеродинаміки, тепломасообміну та міцності.
Модернізовано корпоративну систему зв'язку. Ввело в дію власну сучасну автоматичну телефонну станцію на 3500 номерів — повноцінна цифрова, аналогова та IP-телефонія, відеоконференцзв'язок.
Введено в експлуатацію цех складання й електровипробувань космічних апаратів, який відповідає найсучаснішим світовим стандартам. Загальна площа нового цеху КА — 1000 м², з яких майже 300 м² займає робочий зал чистого приміщення, у якому система вентиляції і кондиціонування постійно забезпечує температуру 18-25° C і клас чистоти повітря 100000 відповідно до міжнародного стандарту ISO 14644-1:2015. Такі високі вимоги необхідні для попередження попадання пилу на оптичні та інші системи супутників.
Станом на травень 2019 року підприємство вже опанувало застосування сучасних технологій так званого селективного лазерного плавлення, широко відомих як 3-D друк, при створенні перспективних рідинних ракетних двигунів (РРД).
Протягом 2019 року Конструкторським бюро «Південне» спільно з підприємствами української кооперації продовжувало роботи з подовження строків експлуатації, модернізації існуючих і створення нових зразків озброєння:
- відбулися успішні вогневі випробування маршових двигунів і розпочаті дослідницькі випробувальні пуски тактичних ракет, які знаходяться на озброєнні Української армії;
- розроблено універсальний вимірювальний модуль і модернізовано мобільний вимірювальний пункт;
- розпочаті випробування реактивних снарядів системи залпового вогню «Тайфун-1»;
- проводяться роботи зі створення керованого снаряду «Тайфун-1М», а також модернізованих версій принципово нових реактивних систем залпового вогню «Тайфун-2» і «Тайфун-4»;
- продовжується наземне експериментальне відпрацювання вузлів і систем вітчизняного оперативно-тактичного комплексу «Сапсан», його самохідної пускової установки. Ведеться відпрацювання автономної системи керування з використанням програмного забезпечення розробки КБ «Південне».

Також у 2019 році, вперше в Україні, успішно проведені вогневі випробування третього ступеня ракети космічного призначення «Циклон-4 » з двигуном РД861К, який було розроблено спеціалістами КБ «Південне» і виготовлено Південним машинобудівним заводом. В результаті отримано готовий другий ступінь для нової ракети-носія «Циклон-4М».
Продовжились роботи зі створення маршового двигуна РД815 тягою 250 тс. Завершено відпрацювання технології виготовлення великогабаритного багатошарового сильфона двигуна. Випущено і поставлено на випробування три зразки сильфонів, а також дослідна конструкція вузла хитання двигуна. На базі РД815 розробляється сімейство двигунів тягою 500 тс і 1000 тс.
Випущено конструкторську документацію на двигунний блок РД870, який є базовим для двигуна першого ступеня РН «Циклон-4М» — РД874. РД874 — це кластерний рідинний ракетний двигун тягою 319 тс, що складається з чотирьох двигунних блоків РД870.
У 2019 році КБ «Південне» продовжило співробітництво з італійською компанією Avio S.p.A. з серійного виготовлення на Південмаші блоків маршового двигуна РД843 4-го ступеня європейської ракети-носія «Вега». Тривають роботи з покращення характеристик цього двигуна. У 2020 році планується виготовити і поставити сім блоків маршового двигуна.
З квітня по серпень 2020 року на підприємстві простій. З серпня по грудень — триденний робочий тиждень. З січня 2021 року на підприємстві простій. З 1 червня 2021 року по січень 2022 року на підприємстві одноденний робочий тиждень.

## Розробки

### Ракети космічного призначення

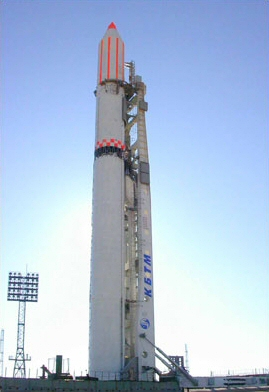
«Зеніт-2» на стартовій позиції

- РН Циклон-4
- РН Циклон-4M
- РН Циклон-1М
- РН Зеніт-2SLБ
- РН Зеніт-3SL
- РН Зеніт-3SLБ
- РН Зеніт-3SLБФ
- РН Дніпро
- РН Маяк
- РН Антарес[8]

### Бойові ракетні комплекси
- Р-12
- Р-14
- Р-16
- РТ-20П
- УР-100
- Р-36
- Р-36М
- Р-36М2
- РТ-23 УТТХ
- Р-36М3 Ікар

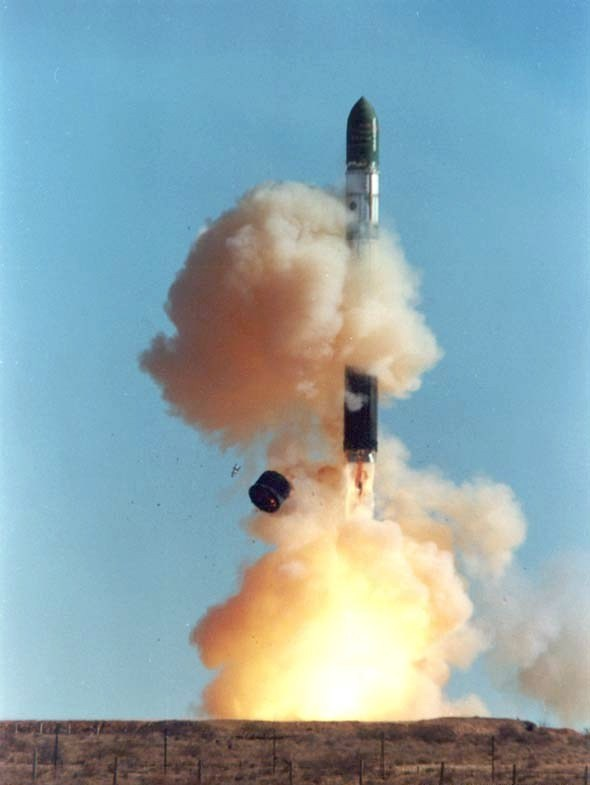
Старт МБР комплексу Р-36М.

З 2008 року КБ Південне здійснює роботи по бойовим ракетним комплексам оперативно-тактичного класу середньої дальності. Такими є нереалізований проєкт Сапсан, роботи по якому згорнули в 2012 році. З початком російської агресії проти України потужності підприємств спрямовані на створенні ракетних комплексів на заміну комплексам Точка-У. Окрім того ведуться роботи над крилатими ракетами по проєкту «Коршун» та гіперзвуковій ракеті.
У 2018 році конструкторське бюро опанувало обслуговування комплексів 9К79 «Точка». Зокрема у 2019 році відбулися успішні вогневі випробування маршових двигунів ракети комплексу «Точка-У».

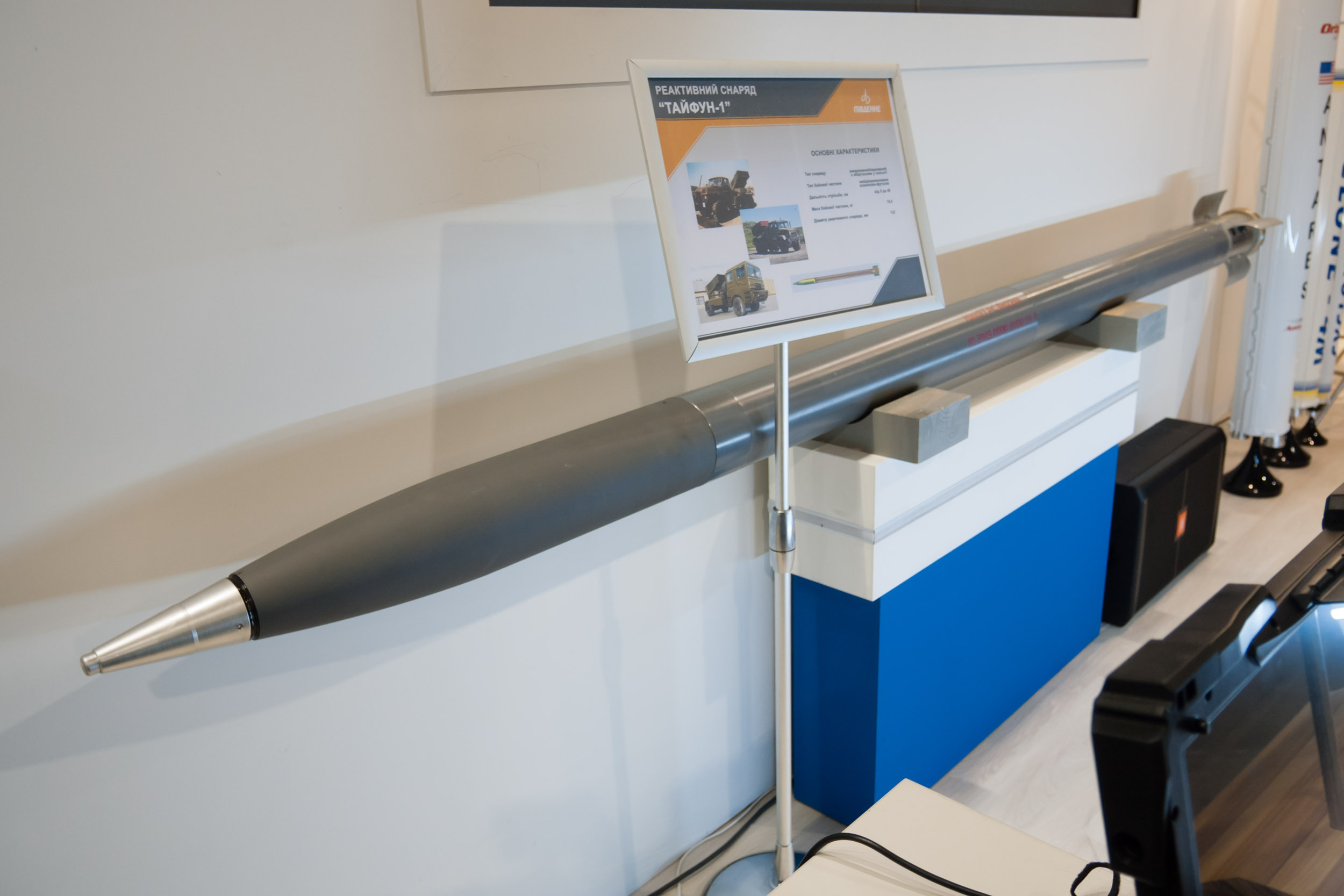
Макет 122-мм реактивного снаряда «Тайфун-1» на виставці «Зброя та безпека — 2019».

В 2019 році розпочались випробування 122-мм реактивних снарядів системи залпового вогню «Тайфун-1» розробки та виробництва КБ «Південне». Наступний етап передбачає запуск снаряду «Тайфун-1» на максимальну відстань яка складає 40 км, що вдвічі перевищує дальність снаряду РСЗВ БМ-21 «Град». Також у КБ «Південне» розказали, що окрім випробування «Тайфун-1» проводяться роботи зі створення на його базі керованого снаряду «Тайфун-1М», а також модернізованих версій принципово нових реактивних систем залпового вогню «Тайфун-2» і «Тайфун-4».
- «Тайфун-2» — це снаряд для реактивної системи залпового вогню калібром 220 мм з максимальною дальністю у 65 км.
- «Тайфун-4» є принципово новою розробкою, калібр снаряду складає 400 мм, а максимальна дальність — до 280 км.[10]

### Двигуни
Серійні:
- РД-8
- РД-843
- РД-861К

Перспективні:
- РД-840
- РД-860, РД-860L, ДУ-802
- РД-805
- РД-809К
- РД-835
- РД-870
- РД-801
- РД-810
- РД-815
- РД-880

Малої тяги:
- Тягою 30Н та 100Н

Газореактивні рушійні установки (РУ):
- ГРРУ

Твердопаливні:
- Маршові РДТП
- РДТП спеціального призначення

РУ КОСМІЧНИХ АПАРАТІВ:
- Електрореактивна рушійна установка на базі холловського двигуна
- Аміачні рушійні установки

### Космічні апарати
Впродовж тривалого часу «Південне» розробляє супутники різного призначення. Спеціалізацією є супутники дистанційного зондування Землі.
В КБ розроблена плеяда мікросупутників, які запускаються під час кластерного виведення на орбіту штучних супутників. Крім того платформа АУОС тривалий час була основою для апаратів дослідження Сонця.

#### Виведені на навколоземну орбіту

Супутник Січ-2

- «Січ-1» — науково-дослідницький супутник. Запущений на навколоземну орбіту 31 серпня 1995.
- «Океан-О» — науково-дослідницький космічний апарат. Виведений на навколоземну орбіту 17 липня 1999.
- «Січ-1М» — науково-дослідницький супутник. Запущений на навколоземну орбіту 24 грудня 2004.
- «МС-1-ТК» — перший український мікросупутник спостереження Землі. Виведений на орбіту 24 грудня 2004.
- «ЄгиптСат-1» — супутник дистанційного зондування Землі, виготовлений в Україні на замовлення Єгипту. Виведений на орбіту 17 квітня 2007.
- «Мікросупутник Мікрон» — мікросупутник дистанційного зондування Землі Запуск відбувся 24 грудня 2004 спільно із супутником «Січ-1М»

#### Розроблені
- «МС-2-8» — Мікросупутник дистанційного зондування Землі з оптико-електронними приладами.
- «Січ-2» — мікросупутник України, виведення на орбіту планувалося 29 жовтня 2010. 17 серпня 2011 о 10-й годині 12' 20" за київським часом з пускової бази «Ясний» (Росія, Оренбурзька область) за безпосередньої участі українських спеціалістів було здійснено пуск ракети-носія «Дніпро», яка вивела на навколоземну орбіту супутник «Січ-2». Запуск космічного апарата було присвячено 100-річчю від дня народження Михайла Кузьмича Янгеля, першого керівника Конструкторського бюро «Південне» протягом 18 років.
- «Січ-2-30» — супутник оптично-електронного дослідження Землі (запущений з мису Канаверал 17 січня 2022 року; попередня назва «Січ-2-1»).

#### Проєктуються чи розробляються
- «Січ-2М» — супутник оптично-електронного дослідження Землі (розробляється).
- «Січ-3-0» — супутник дистанційного зондування Землі з оптико-електронним телескопом метрового розрізнення (розробляється).
- «Січ-3-Р» — супутник радіолокаційного дистанційного зондування Землі високого розрізнення із синтезованою апертурою антени (створюється).
- YuzhSat
- YuzhSat-1
- «Либідь-М» — український супутник зв'язку (розробляється).
- «Укрселена» — український Місячний орбітальний зонд (проробка концепції)
- «Інтербол-Прогноз» — український супутник наукового призначення для моніторингу механізмів взаємодії міжпланетний простір — магнітосфера — іоносфера.
- «Попередження» — український супутник наукового призначення для досліджень іоносферних ефектів

### Інноваційні технології
- Система антиастероїдного захисту

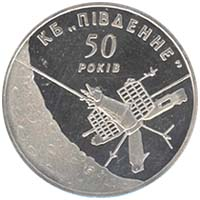
Ювілейна монета з нагоди 50-річчя підприємства

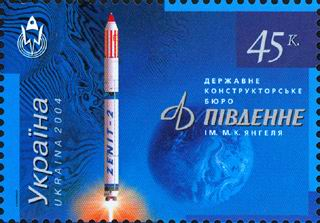
Марка Укрпошти «Державне конструкторське бюро „Південне“ ім. М. К. Янгеля» із серії «Україна - космічна держава» (2004)

- Космічна сонячна енергетична станція «Сонячний ключ»
- Магніто-Іонний двигун
- Туристичний космічний апарат
- Система ВІТА
- Артилерійський ракетно-космічний комплекс
- Система Вібродіагностичного моніторингу